# Ilanit

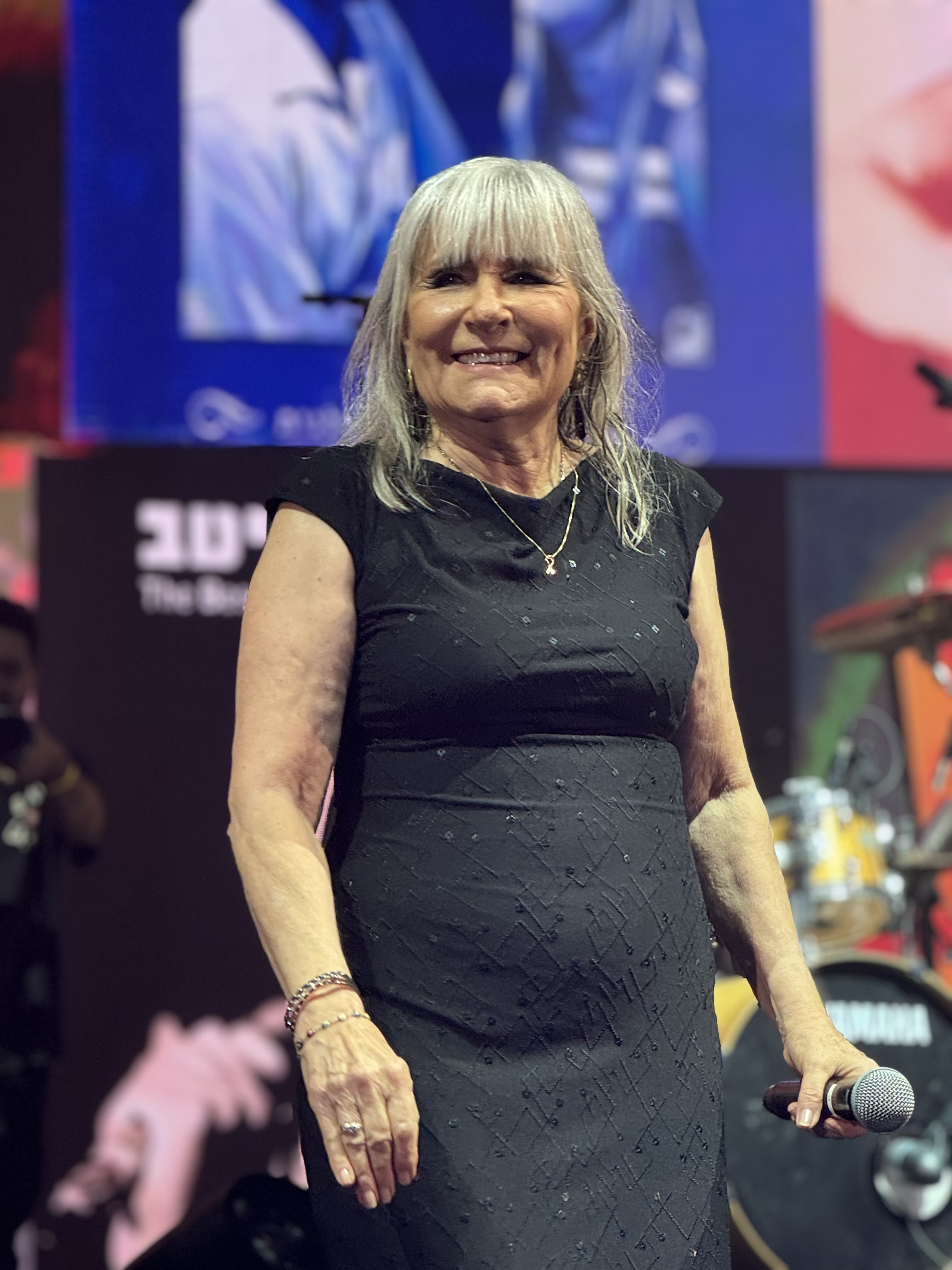
Ilanit

Ilanit, Hebreeuws: אילנית (Tel Aviv, 17 september 1947) is een Israëlische zangeres die optreedt sinds de jaren 1960 en een ster was in Israël van de jaren 1970.
Ilanit werd geboren in Tel Aviv als Hanna Drezner (חנה דרזנר). Met haar familie bracht ze een gedeelte van haar jeugd door in Brazilië, waar ze verbonden raakte met de Braziliaanse en Zuid-Amerikaanse ritmische muziek. In 1960 keerde zij met haar familie terug naar Israël en werd zijn ontdekt in een wedstrijd voor jonge talenten.
De naam Ilanit werd haar artiestennaam vanaf de deelname in het duo "Ilan en Ilanit", samen met Shlomo Tzach (later een bekende producer). Dit duo was succesvol in Israël en erbuiten in de jaren 1960. Het nam drie albums op in het Hebreeuws en een in het Duits.

## Topjaren
In het nationale liedfestival van 1969 deed Ilanit alleen mee, voor de eerste keer na het uiteenvallen van het duo. In 1971 won ze hetzelfde festival met de hit Rak Hajareach (alleen de maan). Een grote serie hits zou volgen, waarvan de ongeëvenaarde winst van de titel zangeres van het jaar zeven maal achter elkaar (1971-1978) getuigt.
Zij vertegenwoordigde Israël tot twee keer toe op het Eurovisiesongfestival. In 1973 deed zij mee in Luxemburg en haalde een vierde plaats met het lied "Ey Sham" (Ergens). Bijzonder was nog dat dit het debuut van Israël op het songfestival was. Het lied werd geschreven door Nurit Hirsch, die ook het Luxemburgse orkest dirigeerde, wat slechts één keer eerder door een vrouw op het songfestival was gedaan, en dat was diezelfde avond bij de Zweedse bijdrage van nog geen halfuurtje eerder.
De tweede deelname van Ilanit was in Londen in 1977 met het lied: "Ahava hi shir le shnaim" (Liefde is een lied voor twee), waarmee ze een elfde plaats behaalde. Bijna had Ilanit een derde keer meegedaan aan het Europese liedjesfestijn: in 1984 was de zangeres intern aangeduid door de IBA om Israël te vertegenwoordigen met het nummer "Balalaika". De organiserende Luxemburgse omroep besloot echter het Eurovisiesongfestival 1984 uit te zenden op een Israëlische herdenkingsdag. Hierop trok de IBA zijn inzending alsnog terug. Ilanit was toen reeds een van de populairste zangeressen van Israël en het nummer "Balalaika" werd dan ook een grote hit.
Buiten het Hebreeuws zong Ilanit gedurende haar populaire jaren in vele talen: Duits, Engels, Georgisch, Japans, Portugees, Spaans en Swahili, op concerten wereldwijd. Bijzonder bekend was haar samenwerking met de songwriter Ehud Manor en componiste Nurit Hirsch. Haar totale productie was ongeveer 20 albums, meestal met lichte pop en Hebreeuwse folk. Haar commercieel symbool zijn haar lange blonde haren. In de jaren 1980 begon haar populariteit geleidelijk af te nemen.

## Recent
Haar laatste albums zijn een "Braziliaanse droom" (1995) met liedjes vertaald door Ehud Manor, een verzameling van vijf CD's (1999), waarin enkele nieuwe en niet eerder gepubliceerde liedjes. Zij bleef af en toe optreden. In 2006 kwam een nieuwe song uit, na een lange pauze. Toen het Eurovisiesongfestival 2019 weer op Israëlische bodem werd georganiseerd, zong zij tijdens de openingsact een stukje uit "Ey Sham" haar deelname uit 1973.
1973: Ilanit · 
1974: Poogy · 
1975: Shlomo Artzi · 
1976: Chocolad Menta Mastik · 
1977: Ilanit · 
1978: Izhar Cohen & The Alphabeta · 
1979: Gali Atari & Milk and Honey · 
1981: Hakol Over Habibi · 
1982: Avi Toledano · 
1983: Ofra Haza · 
1985: Izhar Cohen · 
1986: Moti Giladi & Sarai Tzuriel · 
1987: Lazy Bums · 
1988: Yardena Arazi · 
1989: Gili & Galit · 
1990: Rita · 
1991: Duo Datz · 
1992: Dafna Dekel · 
1993: The Shiru Group · 
1995: Liora · 
1998: Dana International · 
1999: Eden · 
2000: Ping Pong · 
2001: Tal Sondak · 
2002: Sarit Hadad · 
2003: Lior Narkis · 
2004: David D'Or · 
2005: Shiri Maimon · 
2006: Eddie Butler · 
2007: Teapacks · 
2008: Bo'az Ma'uda · 
2009: Noa & Mira Awad · 
2010: Harel Skaat · 
2011: Dana International · 
2012: Izabo · 
2013: Moran Mazor · 
2014: Mei Finegold · 
2015: Nadav Guedj · 
2016: Hovi Star · 
2017: Imri Ziv · 
2018: Netta Barzilai · 
2019: Kobi Marimi · 
2021: Eden Alene · 
2022: Michael Ben David · 
2023: Noa Kirel · 
2024: Eden Golan · 
2025: Yuval Raphael
- Bibsys: 10048628
- Bibliothèque nationale de France: cb14018754q (data)
- Gemeinsame Normdatei: 1206706112
- International Standard Name Identifier: 0000 0000 7840 1104
- Library of Congress Control Number: nr93028789
- MusicBrainz: 7cd7c71d-8890-40d3-a5d1-c0282180389c
- Nationale Bibliotheek van Israël: 987007308083605171
- Virtual International Authority File: 9149294400980522645